# John Owen (šachista)
John Owen (1. června 1827, Marchington, Staffordshire – 24. listopadu 1901, Twickenham, Velký Londýn) byl anglický duchovní a jeden z nejsilnějších anglických amatérských šachových hráčů druhé poloviny 19. století.
John Owen byl roku 1851 vysvěcen na kněze a v letech 1862 až 1900 působil jako vikář v Hootenu v Cheshire. Jeho nejvýznamnějším šachovým úspěchem bylo třetí místo na mezinárodním šachovém turnaji v Londýně roku 1862. Psal také pod pseudonymem Alter  příspěvky do různých šachových rubrik. Jeho jménem je označována tzv. Owenova obrana - šachové zahájení začínající tahy 1.e4 b6.

## Owenovy významnější šachové výsledky
- s Paulem Morphym prohrál roku 1858 0:5 (=2),
- roku 1858 se společně s Howardem Stauntonem zúčastnil dvou konzultačních partií, kdy na druhé straně šachovnice zasedli Paul Morphy a Thomas Wilson Barnes, přičemž Morphy s Barnesem obě dvě partie vyhráli.
- roku 1858 skončil na druhém šachovém kongresu Britské šachové asociace v Birminghamu na třetím až čtvrtém místě (turnaj vyhrál Johann Jacob Löwenthal),
- roku 1860 remizoval v Manchesteru s Ignazem Kolischem 4:4(=0),
- na mezinárodním šachovém turnaji v Londýně roku 1862 byl společně s Georgem Alcockem MacDonnellem třetí až čtvrtý za Adolfem Anderssenem a Louisem Paulsenem, ale před Serafinem Duboisem, Wilhelmem Steinitzem, Thomasem Wilsonem Barnesem a dalšími (celkem se zúčastnilo čtrnáct předních světových hráčů).
- roku 1869 skončil na druhém British Chess Association Challenge Cupu v Londýně na třetím až čtvrtém místě (turnaj vyhrál Joseph Henry Blackburne),
- roku 1874 remizoval v Liverpoolu s Amosem Burnen 4:4 (=0),
- roku 1878 prohrál s Johannesem Zukertortem 0:8 (=3),
- roku 1888 porazil v Liverpoolu Amose Burna 5:3 (=0).